# Rien qu'un cœur solitaire
Pour plus de détails, voir Fiche technique et Distribution.
Rien qu'un cœur solitaire (None but the Lonely Heart) est un film américain en noir et blanc réalisé par Clifford Odets, sorti en 1944.
Le titre du film fait référence à la chanson de Tchaïkovski None but the Lonely Heart (en russe : Нет, только тот, кто знал, romanized: Net, tol'ko tot, kto znal), que l'on entend en arrière-fond.

## Synopsis
Un mauvais garçon vit aux crochets de sa mère contrainte au recel pour entretenir son gredin de fils. Celui-ci s'acoquine avec des malfrats, s'entiche d'une garce, avant de retrouver le droit chemin.

## Fiche technique
- Titre : Rien qu'un cœur solitaire
- Titre original : None but the Lonely Heart
- Réalisation : Clifford Odets
- Scénario : Clifford Odets d'après un roman de Richard Llewellyn
- Société de production et de distribution : RKO Radio Pictures
- Production : David Hempstead et Sherman Todd
- Musique : Hanns Eisler
- Photographie : George Barnes
- Montage : Roland Gross
- Direction artistique : Jack Okey
- Décors : Mordecai Gorelik
- Costumes (robes) : Renié
- Pays d'origine : États-Unis
- Format : noir et blanc - pellicule : 35 mm - projection : 1,37:1 - son : Mono (RCA Sound System)
- Genre : drame romantique
- Durée : 113 minutes
- Dates de sortie : 
  - États-Unis :  17 octobre 1944
  - France : 30 octobre 1946

## Distribution
- Cary Grant : Ernie Mott
- Ethel Barrymore : Ma Mott
- Barry Fitzgerald : Henry Twite
- June Duprez : Ada Brantline
- Jane Wyatt : Aggie Hunter
- George Coulouris : Jim Mordinoy
- Dan Duryea : Lew Tate
- Roman Bohnen : Dad Pettyjohn
- Konstantin Shayne : Ike Weber

Acteurs non crédités :
- Rosalind Ivan : Mme Clara Tate
- Skelton Knaggs : Lou « Slush » Atley
- Joseph Vitale : « Cosh » Simmons

## Distinction
- Oscar de la meilleure actrice dans un second rôle pour Ethel Barrymore